# Onze-Lieve-Vrouwekerk (Wijnegem)
De Onze-Lieve-Vrouwekerk (ook: Onze-Lieve-Vrouw van de Bloeiende Wijngaardkerk) is de parochiekerk van de Antwerpse plaats Wijnegem, gelegen aan Wommelgemsteenweg 34.

## Geschiedenis
Vanouds was Wijnegem op kerkelijk gebied afhankelijk van de parochie van Broechem, waarvan het patronaatsrecht in 1161 werd geschonken aan de Abdij van Tongerlo. Pas omstreeks 1550 zou Wijnegem tot onafhankelijke parochie zijn verheven.
De oudst bekende kerk, waarvan in 2012 de fundamenten werden blootgelegd, moet omstreeks 1400 zijn gebouwd.
In 1562 brandde de kerk, die aan de latere Oude Sluisstraat stond, af. In 1569 werd een nieuwe kerk gebouwd aan de latere Turnhoutsebaan, tussen de huidige huisnummers 450 en 452, tegenover de as van de kasteeldreef die naar het Wijnegemhof leidde.
Deze kerk werd in de 19e eeuw te klein bevonden en in 1854 werd een nieuwe kerk gebouwd, waarbij delen van de oude kerk als transept werden gebruikt. Het betrof een driebeukige bakstenen kruiskerk met ingebouwde westtoren in neogotische stijl, naar ontwerp van Ferdinand Berckmans. Deze kerk werd gesloopt in 1987.
In 1980 werd een nieuwe kerk aan de Wommelgemsteenweg ingewijd, naar ontwerp van Paul Meekels. Het betreft een sober gebouw in de stijl van het naoorlogs modernisme.